# Söderhöjden

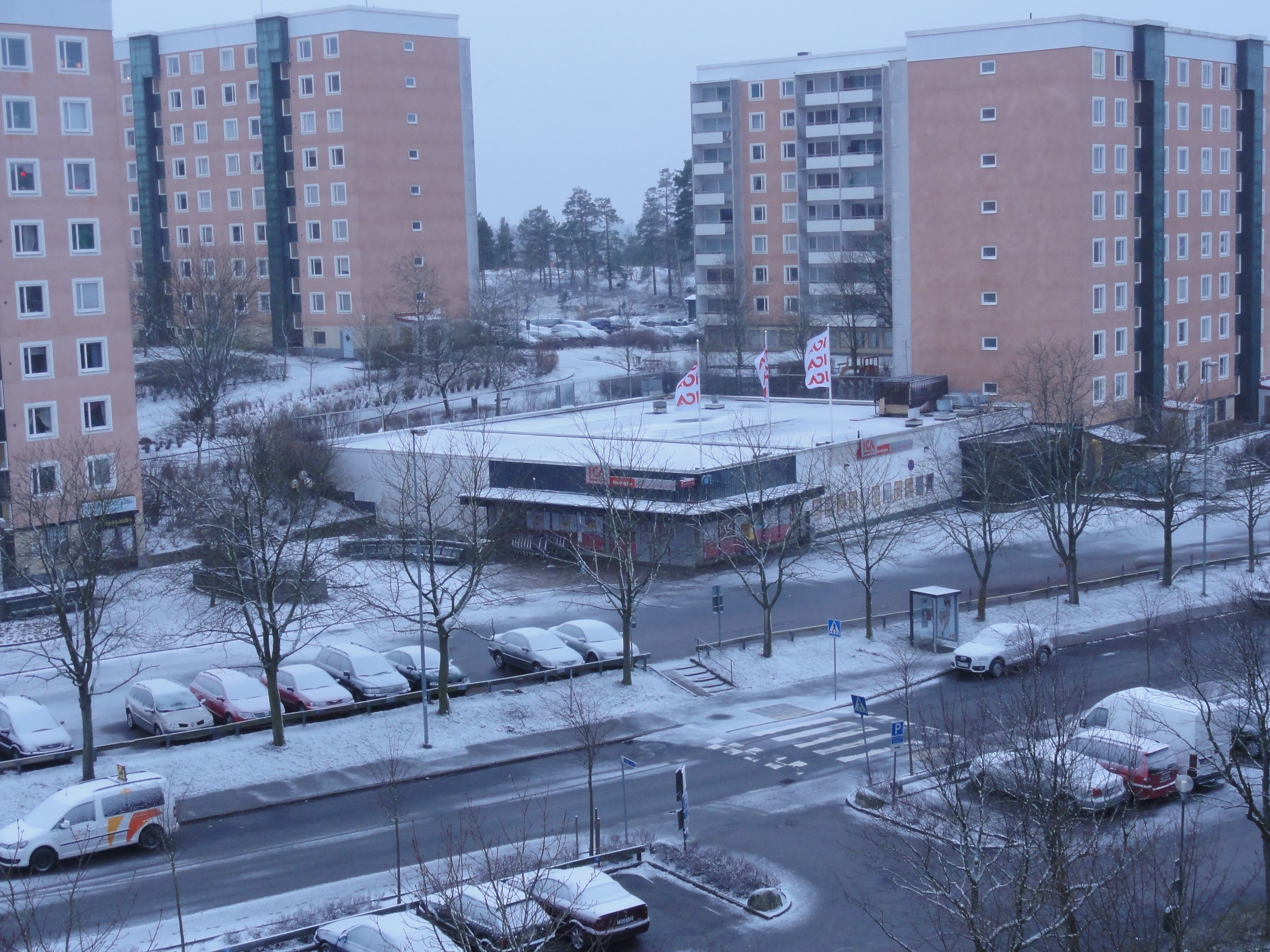
Dacketorget på Söderhöjden i mars 2012

Söderhöjden är ett bostadsområde i sydöstra Jakobsberg i Järfälla kommun. Området är byggt 1967 som en del i miljonprogrammet. Här ligger Jakobsbergs bowlinghall. Söderhöjden har förskola och grundskola med ca 600 elever. Här finns en ICA-butik, frisör, tobaksaffär och tandläkare.
Söderhöjdens torg invigdes 31 augusti 2013 efter en omfattande upprustning. Ett klotrunt konstverk står mitt på torget, det belyses i olika färger utefter årstid.  Detta gjordes för att modernisera området och göra det till en mer funktionell och trevlig mötesplats. Det är Järfällahus AB, kommunägt bostadsbolag och hyresvärd i området, som har genomfört ombyggnaden.
Innan bostadsområdet byggdes fanns på platsen bara skog och något enstaka torp. När man år 1967 började bygga uppfördes 14 skivhus med 8 våningar och ett större antal lamellhus med 3 våningar. På senare tid har även nyare hus uppförts. En del av miljonprogrammets ideal var att det skulle finnas grönområden, så är det även i Söderhöjden. Här finns 3 större parker, i väster Nybergsparken, närmare mitten av området finns Tallbohovsparken och hela Söderhöjden omsluts av Snapphaneparken. I Tallbohovsparken finns en fotbollsplan som vintertid spolas till en isbana. Här finns även en lekpark med en populär plaskdamm för de minsta barnen. Områdets placering (den ligger som namnet antyder på en höjd) bidrar till en varierande miljö med höjdskillnader.